# 1948年ロンドンオリンピックのイギリス選手団
1948年ロンドンオリンピックのイギリス選手団（1948ねんロンドンオリンピックのイギリスせんしゅだん）は、1948年7月29日から8月14日にかけてイギリスの首都ロンドンで開催された1948年ロンドンオリンピックのイギリス選手団、およびその競技結果。

## 概要
今大会は金メダル3個、銀メダル14個、銅メダル6個、合計23個のメダルを獲得した。

## メダル
| メダル | 選手名                                                                                        | 競技   | 種目                      |
| ------ | --------------------------------------------------------------------------------------------- | ------ | ------------------------- |
| 銀     | トーマス・リチャーズ                                                                          | 陸上   | 男子マラソン              |
| 銀     | ジョン・アーチャー ジョン・グレゴリー アラスター・マッコーコデール ケネス・ジョーンズ         | 陸上   | 男子4×100mリレー          |
| 銀     | ドロシー・マンレイ                                                                            | 陸上   | 女子100m                  |
| 銀     | オードリー・ウィリアムソン                                                                    | 陸上   | 女子200m                  |
| 銀     | モーリン・ガードナー                                                                          | 陸上   | 女子80mハードル           |
| 銀     | ドロシー・オーダム                                                                            | 陸上   | 女子走高跳                |
| 銀     | ロバート・ジョン・メイトランド ゴードン・トーマス イアン・スコット                            | 自転車 | 男子団体ロードレース      |
| 銀     | アラン・バニスター レジナルド・ハリス                                                         | 自転車 | 男子タンデムスプリント    |
| 銀     | レジナルド・ハリス                                                                            | 自転車 | 男子スプリント            |
| 銅     | テッブス・ロイド＝ジョンソン                                                                  | 陸上   | 男子50km競歩              |
| 銅     | キャサリン・ギブソン                                                                          | 競泳   | 女子400m自由形            |
| 銅     | トーマス・ゴッドウィン                                                                        | 自転車 | 男子1000mタイムトライアル |
| 銅     | ウィルフレッド・ウォーターズ ロバート・ゲルダード トーマス・ゴッドウィン デヴィッド・リケッツ | 自転車 | 男子                      |